# Santuario de Nuestra Señora de San Juan de los Lagos
El Santuario de Nuestra Señora de San Juan de los Lagos se encuentra en San Juan Tlalpujahuilla, estado de Michoacán, iniciado por el sacerdote José del Valle cuyo nombre completo era José de Jesús del Valle y Navarro, quien posteriormente fue el VII obispo de Tabasco; El templo se construyó  para honrar a la Virgen María, en el cual el pequeño pueblo no tenía un templo para alabar a su Dios.que hasta que se inició esta edificación. 

## El Edificio
El santuario es un templo católico diocesano, en honor a la virgen de San Juan de los Lagos, construido en su totalidad con edificio de cantera café, negra y rosa, con un amplio atrio, el cual está en alto en relación a la plaza anexa, mismo que alberga al centro un monumento de cantera a Vasco de Quiroga de tamaño natural. 
El templo cuenta con dos altas torres campanario. Fue bendecida por el abad de la Catedral San Juan de los Lagos Juan Martínez, el 22 de agosto de 1965. Está apuntalada, ya que fue dañada por el sismo de 2017. Los peregrinos y fieles, pueden transitar por un pasillo el cual sube una escalera y pasa por debajo del manto de la virgen. 
En uno de los patios laterales se encuentra “El pocito de la Virgen” el cual apareció de la nada, cuando se efectuaba la construcción del templo y según algunos fieles, cuentan con algunos milagros. En otro de los patios, se encuentra una estatua de bronce del fundador del santuario, José del Valle, y ahí mismo se encuentran sus restos en una cripta exclusivamente para esos efectos. 

## Historia
El primero de junio de 1936 los hombres del pueblo y de las poblaciones cercanas se presentaron en el terreno, previamente bendito, con picos, palas, carretillas y todo el material necesario y comenzaron a excavar. Esto fue necesario ya que el terreno no estaba en condiciones para poner una gran construcción, el piso era fangoso. Cuando el terreno quedó listo, siguió el acarreo de los materiales para hacer los cimientos. Uno de los fundadores y padre, contrató personas (1940-1943) de Guanajuato para que realizaran la construcción  de un túnel en forma de bóveda, cuya función sería soportar el peso de la construcción y que se utilizara para los arreglos subterráneos.
Personas agraristas de la región y de San Lorenzo donaron la cantera y madera necesaria, el pueblo de Tlacotepec ayudó con la cantera rosa que se observa en algunos contornos. La materia prima fue obtenida de diferentes lugares del pueblo, por ejemplo, la cantera gris se encontró en su mayoría al un costado de la presa Brokman, en los bosques de San Pedro Tarímbaro. La tierra de arena se obtuvo de la Comarca de Santa Cruz y Palo Bonito. El agua fue acarreada de las pozas formadas en las Lajas y El Agua Fría, agua que fluye del Río Nacumapátaro. El material fue transportado bajo la organización de Don Pedro Colín y su hermano Ladislao. Ya que los bloques de cantera eran de gran tamaño, se facilitó su transporte al dinamitarlos y labrarlos al tamaño necesario, en las locaciones en las que surgía naturalmente.
La mano de obra consistió en su mayoría de mineros de la Cía. Minera Las Dos Estrella, los cuales también proporcionaron una ayuda económica ($.50 cada uno, después aumentaron las necesidades económicas para continuar la construcción y se aumentó a $1.00 semanalmente, cabe recalcar que el sueldo diario de la época era de entre $2.20 y $7.70). Las aportaciones totales fueron: 
- Gobierno del Estado: $ 39,064.14
- Soc. de padres de Familia: $27,278.23
- Pueblo:  $470,108.79
- Total:  $536,387.16

El señor del Valle realizó un comunicado al arzobispado de Morelia que el santuario estaba casi terminado y narró los avances y las aportaciones de los fieles a la realización del pueblo. Otra persona que prestó sus servicios, fue Feliciano de la Torre, quien acudió desde Jalisco para entonar canciones en el Santuario.  
La responsabilidad de la coordinación de las tareas del Santuario, recaían en la Mesa directiva, integrada por (hasta 1958): 
- Fundador:  José del Valle
- Fiscales: Eligio Martínez, Anastasio Maya Martínez
- Secretarios:  Feliciano de la Torre, Antonio Soto
- Tesoreros:  J. Trinidad Ornelas, Salvador Hernández Nava, Domingo Hernández Hernández
- Maestros de obras:  Gregorio Mendoza, Teodoro Martínez Hernández
- Comarcanos de S.J. Tlapujahuilla:  José María Bautista, Pedro Colín, Francisco Morales, Ladislao Pérez

El día 13 de octubre del 1958 se volcó un camión en El Oro, Edo. de México, en el cual iba Francisco Maya y Salvador Hernández Maya, estaban trasportando a un animal que usarían para mover el material faltante.
La Torre Sur se terminó de construir el 30 de agosto de 1941, se realizó una fiesta y se invitó al señor Abad de San Juan de los Lagos y a Juan N. Martín del Campo para que bendijeran la construcción de la Torre Norte, comenzó al día siguiente y se concluyó la obra el 28 de junio de 1942. La cúpula comenzó a ser construida el 5 de abril de 1942 y finalizó el 29 de junio de 1946.

## Agradecimiento
La construcción se debió a la llegada del Sr. del Valle, el animó al pueblo a llevarla a cabo, lo aceptaron en su comunidad y siguieron sus enseñanzas. Su amor era tanto por el Sr. del Valle que hay una estatua de él en el Santuario. Esculpida por Ernesto E. Tamaríz Galicia. El niño José de Jesús Hernández Reyes escribió poesía cuando el Sr. del Valle falleció, fue recitado frente al Arzobispo de aquel entonces, 1976.

A la memoria del Señor Misionero

Señor, yo no te conocí, pero mi padre nos cuenta

muchas cosas que hay de ti y eso hace que yo te sienta.

Nos dice que tu veniste siendo un Padre misionero

y que miraste muy triste a este tu pueblo minero.

Que fue grande tu labor en organizar primero, 

dejando aquí tu sudor, tu energía, tu amor y espero.

Que fue una humilde capilla lo que ahora es relicario,

dando así a Tlalpujahuilla y a San Juanita un Santuario.

Que Obispo te consagraron de Villahermosa, Tabasco

tal vez por vocación de imitar a "Tata Vasco".

Nos dice que a tu Santuario sin importar la distancia, 

San Juanita en emisario quería de amor tu constancia.

Nos cuenta que en noche tempestuosa camino Atlacomulco a tu Santuario,

un ser Divino con su antorcha iluminó del camino aquel calvario.

Nos dice que en Septiembre un día fecha 18 para ser exacto,

Dios nuestro Señor te recogía, quedando aquí el dolor y el llanto.

Que las torres y campanas de dolor tañeron todo el día,

que el amor de sus amores en Villahermosa moría. 

Que en sus bronces, el sonido se oía con melancolía

diciendo se nos ha ido nuestro amor, nuestra alegría.

Que tu cuerpo ya sin vida ante la Virgen trajeron,

que Ella ´te miró afligida y sus lágrimas vertieron.

Que tú ni siquiera has muerto también nos dice mi padre

y que estás aquí en el huerto de San Juan y de tu Madre.

Por eso Señor te pido, levantando a ti mis manos,

nos acojas en tu nido para vernos como hermanos.